# Climacium acuminatum
Climacium acuminatum là một loài rêu trong họ Climaciaceae. Loài này được Warnst. mô tả khoa học đầu tiên năm 1915.